# Glacier de Ried
Le glacier de Ried, appelé en allemand Riedgletscher, est un glacier de Suisse, situé dans les Alpes valaisannes, au pied du massif des Mischabels.

## Géographie
La source du glacier de Ried se trouve dans la face nord du Nadelhorn, dans le massif des Mischabels. Le glacier s'épanche vers le nord-ouest au-dessus d'une corniche et naît à une altitude comprise entre 3 400 mètres et 3 600 mètres. Il est délimité par le Dürrenhorn à l'ouest et par le Balfrin à l'est. Plus bas, le glacier rejoint, au nord-ouest, une vallée qui est bordée par le Breithorn à l'ouest et le Färichhorn à l'est.
La langue du glacier devient vite étroite et prend fin à une altitude de 2 100 mètres. Le Riedbach prend là sa source, avant de se jeter dans la Matter Vispa à la hauteur de Saint-Nicolas.
À l'est du glacier se trouve la Bordierhütte, qui ne peut être atteinte qu'en traversant le glacier et qui est le point de départ de courses du nord du massif des Mischabels.